# Diplomatie du loup guerrier
La diplomatie du loup guerrier ou guerrier-loup (chinois simplifié : 战狼外交 ; pinyin : zhànláng wàijiāo) se réfère à la stratégie adoptée par les diplomates chinois, sous la présidence de Xi Jinping, mais dont on pouvait percevoir les prémices depuis la crise financière de 2008. Rompant avec la retenue qui caractérise les usages diplomatiques traditionnels, des personnalités comme Zhao Lijian se montrent au contraire très offensives sur les réseaux sociaux, dans le cadre plus général du durcissement de l'attitude chinoise initié par Xi Jinping lorsque celui-ci est arrivé à la tête du Parti communiste chinois en 2012.
Le nom provient d'un film d'action patriotique chinois de 2017, Wolf Warrior 2, à ce jour le plus gros succès au box-office chinois.
« Zhan Lang » (« guerrier loup » en chinois) est devenu une expression courante pour qualifier tout « héros » patriote.

## Description

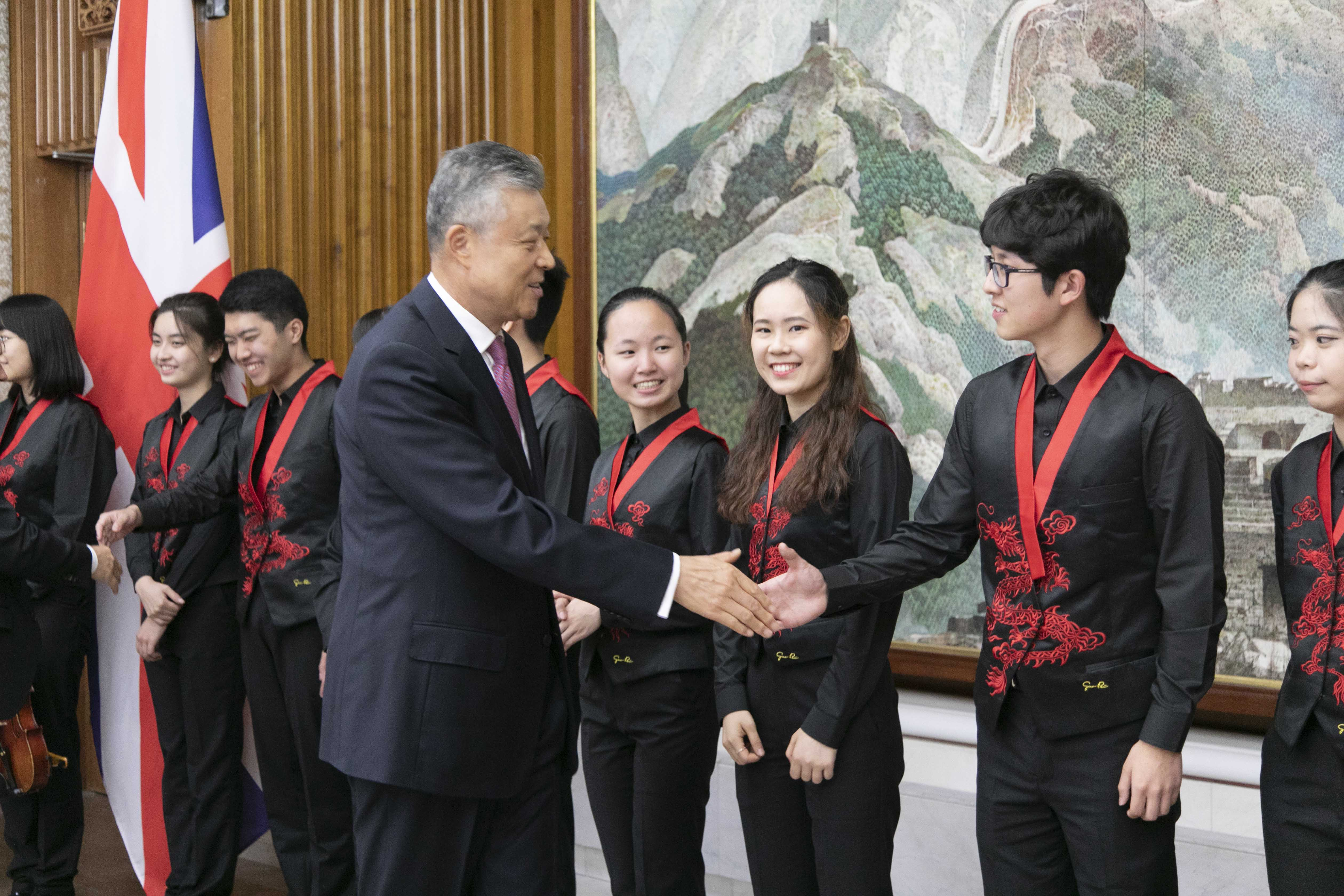
Membres de NYO-China avec Liu Xiaoming à l'ambassade de Chine, Londres.

La diplomatie du guerrier loup se caractérise par l'utilisation par les diplomates chinois d'une rhétorique de confrontation,, ainsi que la volonté accrue des diplomates de repousser les critiques à l'égard de la Chine et de susciter la controverse dans des interviews et sur les médias sociaux. Il s'agit d'une rupture avec l'ancienne politique étrangère chinoise, qui s'attachait à travailler en coulisses, à éviter la controverse et à privilégier une rhétorique de coopération internationale, illustrée par la maxime selon laquelle la Chine « doit cacher sa force » dans la diplomatie internationale. Ce changement reflète la façon dont le gouvernement chinois et le PCC entendent interagir avec le monde entier. Les efforts visant à incorporer la diaspora chinoise dans la politique étrangère de la Chine se sont également intensifiés, l'accent étant mis sur la loyauté ethnique plutôt que nationale.

## Historique
La diplomatie du guerrier loup a commencé à émerger en 2017, bien que des composantes de celle-ci aient déjà été intégrées à la diplomatie chinoise avant cette date. Une poussée de la diplomatie du guerrier loup a également été notée après la crise financière de 2008. L'émergence de la diplomatie du guerrier loup a été liée aux ambitions politiques de Xi Jinping, ainsi qu'à la perception par les responsables du gouvernement chinois d'une hostilité anti-chinoise en Occident.
Des sources venant du ministère chinois des Affaires étrangères ont révélé que la politique étrangère et les pratiques de Pékin pendant la crise de santé publique peuvent, en fait, être retracées dans les instructions de Xi Jinping au ministre des Affaires étrangères Wang Yi et au ministère à la fin de 2019. Xi attend des agents du service extérieur de la Chine qu'ils renforcent leur esprit de combat. Avant même la pandémie de Covid-19, en septembre 2014, Xi avait déjà appelé le dispositif du « travail en front uni » de la Chine - à la fois les organes du parti et de l'État - à renforcer leur efficacité en matière d'influence à l'étranger.
Début 2020, le ministre chinois des Affaires étrangères, Wang Yi, a défendu la diplomatie combative du pays, dite du « guerrier loup », en affirmant que le pays défendra fermement l'intérêt national et combattra les « calomnies ».
Wang Yi, qui est également conseiller d'État, s'est également insurgé contre les tentatives de poursuivre la Chine pour obtenir des dédommagements dans le cadre de la pandémie de Covid-19, déclarant lors d'une conférence de presse dimanche que ces poursuites étaient du « chantage ».
Le terme « Loup guerrier » a commencé à être utilisé comme terme à la mode lors de la pandémie de Covid-19. En Europe, les dirigeants des pays petits ou faibles ont exprimé leur surprise de voir les Chinois utiliser un ton moins diplomatique qu'auparavant, passant de la collaboration à l'opposition.

## Sociologie et culture
Selon Chen Wu, spécialiste du cinéma chinois, Il s’agit d’une version contemporaine des anciens films de propagande chinois des années 1980 qui s'érigeaient contre l’agressivité occidentale du XIXe siècle et du Japon au XXe siècle.
Avec le film Wolf Warrior 2 (Loup Guerrier 2), la Chine veut prouver qu’elle a les moyens de se défendre contre l'influence perçue de l'Occident.
Nourris depuis l’école primaire au « lait des louves » (une expression qui remonte à la dynastie Qing et aux guerres de l’opium), les jeunes chinois ont plébiscité ce blockbuster.